# Green Valley Farms (Teksas)
Green Valley Farms je naseljeno mjesto za statističke potrebe u američkoj saveznoj državi Teksas. Prema popisu stanovništva iz 2010. u njemu je živjelo 1.272 stanovnika.